# NGC 4120
NGC 4120 este o galaxie spirală situată în constelația Dragonul. A fost descoperită în 6 aprilie 1793 de către William Herschel. Se află la o distanță de 29,24 de megaparseci de Pământ.